# Fly Egypt
Die Fly Egypt (Eigenschreibweise FlyEgypt) war eine ägyptische Charterfluggesellschaft mit Sitz in Kairo.

## Geschichte
Fly Egypt wurde 2014 gegründet und nahm am 12. Februar 2015 ihren Flugbetrieb unter der ägyptischen AOC-Nummer 073 auf. Ziel ist es, den Markt als erste Billigfluglinie Ägyptens zu erschließen. Der ehemalige deutsche CEO Ralf Nagel war vormals Cheftrainer und zeitweise Flugbetriebsleiter bei Air Berlin.
Im Februar 2016 wurde ein IOSA Audit abgeschlossen, womit die Fluggesellschaft ihren Weg zum IATA-Mitglied ebnet.
Das Luftfahrt-Bundesamt entzog dem Unternehmen am 5. Dezember 2018 die Landegenehmigung für deutsche Flughäfen. Ab dem 23. Dezember 2018 durfte Fly Egypt wieder in Deutschland landen und so gab das Unternehmen Ende Februar 2019 bekannt, dass man im Laufe desselben Jahres und Anfang 2020 drei Boeing 737 MAX 8 übernehmen und überdies ab April 2019 in den innerägyptischen Markt einsteigen wolle.
Im Oktober 2024 musste FlyEgypt den Flugbetrieb aufgrund massiver Schulden gegenüber Reiseveranstaltern, Leasingfirmen, Flughäfen, Personal und der ägyptischen Flugsicherung einstellen.

## Flotte
Mit Stand Oktober 2024 bestand die Flotte der Fly Egypt aus einer Maschine mit einem Alter von 17,5 Jahren:
| Flugzeugtyp    | Anzahl | bestellt | Luftfahrzeugkennzeichen | Anmerkungen |
| -------------- | ------ | -------- | ----------------------- | ----------- |
| Boeing 737-800 | 1      |          | SU-TMN                  |             |
| Gesamt         | 1      | -        |                         |             |

### Ehemalige Flugzeugtypen
• Boeing 737-700